# Massimo Stano
Massimo Stano (Grumo Appula, 3 de fevereiro de 1992) é um atleta italiano, campeão olímpico e mundial da marcha atlética. Conquistou a medalha de ouro na marcha de 20 km dos Jogos Olímpicos de Verão de 2020, em Tóquio. No Campeonato Mundial de Atletismo de 2022, em Eugene, Estados Unidos, foi campeão mundial vencendo a marcha de 35 km, nova distância disputada em campeonatos mundiais e a ser disputada nos Jogos Olímpicos em substituição à marcha de 50 km.
Em Paris 2024 ficou na quarta posição nos 20 km perdendo um lugar no pódio. Ele é o atual recordista mundial da marcha de 35 km, com 2:20:43, marca conquistada em maio de 2025 em Poděbrady, República Tcheca, durante o Campeonato Europeu de Marcha Atlética.

## Palmarés internacional
| Jogos Olímpicos | Jogos Olímpicos | Jogos Olímpicos | Jogos Olímpicos |
| Ano             | Lugar           | Medalha         | Prova           |
| --------------- | --------------- | --------------- | --------------- |
| 2021            | Tóquio ( Japão) | Medalha de ouro | 20km marcha     |